# Teoria da aprendizagem de Ausubel

## Fundamentação epistemológica da Teoria da Aprendizagem Significativa
Toda teoria de aprendizagem educacional envolve pressupostos epistemológicos, no caso da Teoria da Aprendizagem Significativa (TAS) o paradigma que serve como escopo e núcleo central da teoria de Ausubel é o construtivismo. Ou seja, o aprendizado é um constante processo em que a construção do conhecimento não é finalizado e que é construído ativamente pelo sujeito por meio do processo de cognição na interação com o objeto de conhecimento. Isso significa que todo conhecimento não é recebido passivamente pelos sentidos, ou seja, deve haver uma interação intencional entre o novo conhecimento e os conhecimentos prévios já presente na estrutura cognitiva do aprendiz. Dessa forma, para Ausubel (2002) a essência do processo de aprendizagem significativa consiste no fato de que novas ideias expressas de forma simbólica (a tarefa de aprendizagem) se relacionam com aquilo que o aprendiz já sabe (conhecimentos prévios) por meio do que a teoria postula como estrutura cognitiva preexistente, essa interação é ativa e integradora proporcionando novos significados que reflete a natureza substantiva e denotativa desta aprendizagem resultante.
Essa concepção de aprendizagem esta fundamentada nas teorias da psicologia da cognição (cognitivismo) e procura descrever como o ser humano se situa e organiza o mundo que observa e interage. Uma aprendizagem significativa nestes termos busca compreender como o processo de compreensão, transformação, armazenamento e uso da informação ocorrem nos processos cognitivos da aprendizagem.

### A estrutura Cognitiva
A estrutura cognitiva segundo a teoria de Ausubel envolve o conteúdo total das ideias de um dado individuo como por exemplo a memória de curto e longo prazo, memória de trabalho, sistema afetivo e sistema motor. É um conjunto complexo que organiza as resultantes dos processos cognitivos através dos quais adquire e utiliza o conhecimento. 
Note-se que, para Ausubel, o conhecimento é significativo por definição, resultando de um processo psicológico que envolve a interação entre ideias culturalmente significativas, já “ancoradas” na estrutura cognitiva particular de cada aprendiz e o seu próprio mecanismo mental para aprender de forma significativa. (AUSUBEL, 2002, pg 7).
De forma geral, aprender significativamente é quando o aprendiz consegue relacionar de maneira não-literal e não arbitrária a nova informação com uma estrutura de conhecimento específica integrante e prévia já existente. Essa estrutura é singular, idiossincrática e complexa pois constam todas as informações previamente assimiladas pelo indivíduo. A este componente cognitivo prévio da estrutura cognitiva do aprendiz especificada e relevante para assimilar novos conhecimentos, conceitos e aprendizagens é o que Ausubel denomina de “subsunçores”.  Especialistas atribuem este termo a teoria Kantiana onde o verbo subsumir significa a incorporação de um individuo numa espécie, a inferência de uma ideia a partir de uma lei ou conceito pré-concebido. 

### Aprendizagem Significativa e Aprendizagem Mecânica
A aprendizagem significativa é de natureza substantiva ou seja, é a substancia do conceito que é aprendido e não apenas um relação de enunciado sem significado para quem aprende. Dessa forma a nova informação assimilada passa a ter um significado próprio seja ele próximo ou distante do chamado significo cientifico literário. De forma geral  a nova informação deve ser potencialmente significativa e deve se ligar a um subsunçor (ideia já estabelecida) resultando em um produto interacional prévio e modificado que é de natureza pessoal onde aquele que aprende atribui a  nova informação um significado pessoal próximo a ideia de quem lhe pretende transmitir.
Dessa forma, Ausubel reforça a ideia de que a aprendizagem significativa não é sinônimo de aprendizagem de materiais significativos, visto que, a informação que é pretendida a ser assimilada é apenas potencialmente significativa estando sujeita aos processos cognitivos e de subsunção. Para uma aprendizagem ser significativa nos termos da teoria de Ausubel devem ser atendidos alguns requisitos teóricos: Significado lógico e não literal, o que requer que o material de aprendizagem tenha significado lógico, coerente, plausível e relacionável com qualquer estrutura cognitiva apropriada. Neste contexto deve-se levar em conta a atitude de predisposição psicológica com a intenção de relacionar o novo conteúdo(mateiral de aprendizagem)  com os conhecimentos prévios do aprendiz (subsunçores).
Por outro lado, uma aprendizagem memorística, literal e que não envolva uma relação intencional do novo conhecimento com a estrutura cognitiva preexistente é chamada de aprendizagem mecânica, ou seja, a nova informação que se apresenta ao aprendiz não pode ser relacionada com qualquer subsunçor adequado ou previamente existente na estrutura cognitiva. Esse tipo de aprendizagem ocorre quando o aprendiz não é capaz de relacionar de forma deliberada uma interação entre a nova informação e sua estrutura cognitiva de conhecimento prévio. Neste sentido, não é possível ao aprendiz estabelecer uma relação particular de significado daquilo que sabe e a nova informação. A esse tipo de aprendizagem a teoria de Ausubel denomina de aprendizagem mecânica.
Embora para Ausubel não exista uma dicotomia dualística e excludente entre aprendizagem significativa e mecânica o que se postula é uma variação, uma zona “cinza” e continua entre ambas as naturezas de aprendizagens.
1. ↑  AUSUBEL, David P. (2002). The acquisition and retention of knowledge: a cognitive view. New York: Kluwer Academic Publishers
2. ↑  Ausubel, David P. (2002). The acquisition and retention of knowledge: a cognitive view. New York: Kluwer Academic Publishers. p. 7